# رچ
رچ، روستایی از توابع بخش مرکزی شهرستان بیرجند در استان خراسان جنوبی ایران است.

## جمعیت
این روستا در دهستان باقران قرار دارد و براساس سرشماری مرکز آمار ایران در سال ۱۳۸۵، جمعیت آن ۴۸ نفر (۲۵ خانوار) بوده‌است.